# RollerCoaster Tycoon 3
RollerCoaster Tycoon 3 é o terceiro jogo da série simulador de parque de diversões. Desenvolvido e criado pela Frontier Developments, e publicado pela Atari, o jogo é o próximo da coleção do Roller Coaster Tycoon e o Roller Coaster Tycoon 2. Para este jogo, foram lançadas duas expansões: Soaked! e Wild.
Diferentemente do segundo jogo, houve grandes mudanças para essa sequência, a principal é na parte gráfica tornando o game todo em 3D, também há uma total liberdade de movimentação da câmera de jogo, inclusive uma opção que permite ver a atração pela visão de um visitante do parque.

## O Jogo[1][2]
RollerCoaster Tycoon 3 possui alguns modos de jogo, assim como um tutorial onde são mostrados ao jogador os comandos e as funcionalidades existentes no jogo.
No modo carreira o jogador deve gerenciar parques pré-criados buscando cumprir os objetivos propostos. Esses objetivos incluem melhorar o valor do parque, agradar visitas VIPs ou construir um número de atrações com especificações mínimas. Conforme o jogador for obtendo sucesso em cumprir os objetivos, novos parques e projetos de montanhas-russas são habilitados.
O modo livre (Sandbox Mode) permite o jogador criar seu parque sem nenhuma restrição de dinheiro e de atrações. Esse modo é útil para o jogador testar novos modelos de montanha-russas e conhecer as atrações disponíveis.
Outro modo de jogo permite que o jogador importe cenários criados por este ou por outro jogador.
Neste jogo também foi incluído um editor que permitem criar cenários próprios com objetivos definidos pelo jogador assim como as atrações habilitades, dinheiro disponível e características dos visitantes. Outros editores presentes do jogo possibilitam ao jogador construir e experimentar montanhas-russas, modelar objetos complexos a partir dos preexistentes e criar grupos de pessoas definindo suas características para que visitem os parques criados.

### Cenários
Ao contrário das antigas versões do jogo, os cenários do Rollercoaster Tycoon 3 têm 3 dificuldades inseridas em um único cenário: Aprendiz, Empreendedor e Magnata, quando você passa de uma dificuldade, automaticamente vai para a outra, com novos e mais desafiantes objetivos. A campanha tem 18 cenários, instalando-se a expansão Soaked!, adiciona-se mais 9 cenários, e com a expansão Wild!, adiciona-se mais 12 cenários.

## Pacotes de Expansão
Foram lançados dois pacotes de expansão para o jogo.

### Soaked![3][4]
O pacote de expansão Soaked! adiciona funcionalidades e atrações. Nesse pacote de expansão é possível fazer shows de águas dançantes e parques aquáticos com tobogãs e piscinas.

### Wild![5][6]
A Atari lançou no dia 25 de Outubro de 2005 o pacote de expansão Wild!. Nesse pacote são adicionados funcionalidades relacionadas à animais possibilitando ao jogador construir zoológicos ou safáris entre outras atrações.

## Edições Especiais
Foram lançados duas edições especiais do jogo.

### RollerCoaster Tycoon 3: Gold[7][8]
A edição especial Gold foi lançada em 2005 e vem com o jogo RollerCoaster Tycoon 3 e a expansão Soaked! em um só CD.

### Platinum[9][10]
A Platinum Edition! foi lançada em 2006 e vem com o jogo RollerCoaster Tycoon 3, a expansão Soaked! e a expansão Wild! em um só CD.